# Mount Munday
Mount Munday är ett berg i Kanada.   Det ligger i provinsen British Columbia, i den sydvästra delen av landet, 3 600 km väster om huvudstaden Ottawa. Toppen på Mount Munday är 3 356 meter över havet, eller 435 meter över den omgivande terrängen. Bredden vid basen är 3,7 km.
Terrängen runt Mount Munday är huvudsakligen bergig, men åt sydväst är den kuperad.Trakten runt Mount Munday är nära nog obefolkad, med mindre än två invånare per kvadratkilometer.. Det finns inga samhällen i närheten. 
Trakten runt Mount Munday är permanent täckt av is och snö.